# The Great Exhibition
The Great Exhibition of the works of industry of all nations (Den store udstilling af industriens arbejde fra alle nationer) også kendt som The Crystal Palace exhibition, var en international udstilling, der blev afholdt i Hyde Park i London, Storbritannien, fra 1. maj til 15. oktober 1851. Det var den første i en serie af verdensudstillinger, der blev populære op igennem det 19. århundrede. Den store udstilling blev organiseret af, blandt andre, Henry Cole og Prins Albert af Sachsen-Coburg og Gotha, Dronning Victorias gemal. Den blev besøgt af flere kendte mennesker på den tid, så som den franske royale familie og forfatterne Charlotte Brontë og George Eliot.

## Baggrund
The Great Exhibition of the Works of Industry of all Nations blev arrangeret af Prins Albert af Sachsen-Coburg og Gotha, Henry Cole, Francis Henry, Charles Dilke og flere medlemmer af Royal Society for the Encouragement of Arts, Manufactures and Commerce, som en hyldest til den moderne industris teknologi og design. Prins Albert, dronningens gemal, var en stor fortaler for en selvfinansieret udstilling, og regeringen blev overtalt til, at grundlægge Royal Commission for the Exhibition of 1851, der skulle undersøge muligheden for at holde en sådan udstilling.
En speciel bygning, der blev kaldt The Crystal Palace, blev designet af Joseph Paxton, til at huse udstillingen.
Seks millioner mennesker, det samme som en tredjedel af britanniens indbyggertal på den tid, besøgte udstillingen. Den indbragte et overskud på £186.000, der blev brugt til, at grundlægge Victoria and Albert Museum, Science Museum og Natural History Museum, der alle blev bygget syd for udstillingsområdet, der blev kaldt Albertopolis.
Udstillingerne kom ikke kun fra Storbritannien, men også fra kolonier som Australien, New Zealand og Indien, og lande som Danmark, Frankrig og Schweiz. I alt var der 13.000 udstillinger.